# レスリー・マニガ

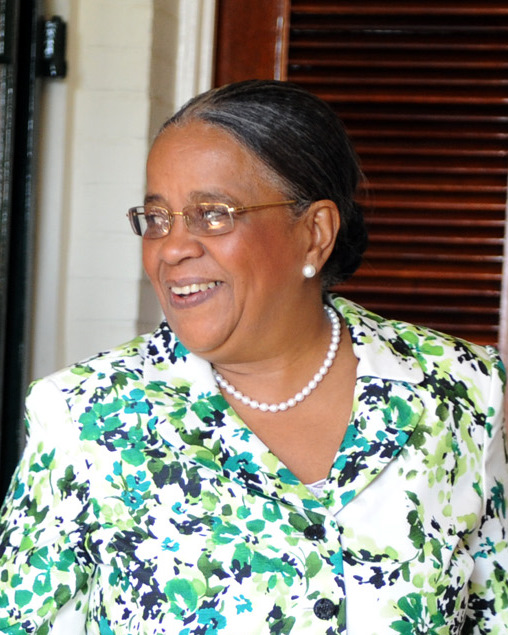
政治学者であり元上院議員でもあったミランド夫人はソルボンヌ大学でレスリー・マニガと出会う。

レスリー・マニガ（Leslie Manigat、1930年8月16日 - 2014年6月27日）はハイチの政治家。
第43代ハイチ大統領（任期1988年2月7日 – 6月20日）。

## 経歴
1930年、首都ポルトープランス生まれ。両親は教師であり、進歩的な中流階層に属していた。
1950年代初頭にはフランスのパリ大学に留学して政治学博士号を取得し、1953年に帰国。その後外務省に入りフランソワ・デュバリエ大統領のブレーンとして活動し、1958年にはハイチ大学国際問題研究所の初代所長に就任した。しかし1960年の大学ストライキに加担したとデュバリエに疑われて投獄され、2か月投獄される。1963年に釈放された後はフランス、アメリカ、ベネズエラを転々とする亡命生活を送りながら、各地で政治学の教授として教鞭をとる。
1979年、デュバリエ政権に反対する進歩的民主主義国民連合党（RDNP）を組織し党首に就任。1986年、ジャン＝クロード・デュヴァリエ大統領が軍のクーデターにより失脚すると約20年ぶりにハイチに帰国。1988年1月、ハイチ大統領選挙に出馬し得票率50.2％で当選した。なおこの選挙をめぐっては軍部による不正工作が行われたとされ、当初有力とみなされていた候補者4名が選挙をボイコットしカトリック教会が選挙結果の無効を主張するなど大きな混乱を生じる結果となった。2月7日、大統領に就任し大学教授のマルシャル・セレスタンを首相に指名する。その後、軍の人事を巡ってアンリ・ナンフィ元軍最高司令官と対立するようになり、6月20日にナンフィがクーデターを決行してわずか4か月で政権は崩壊した。
クーデター後はドミニカ共和国に亡命し、その後ワシントンD.C.やパリで客員研究員となった 。ハイチに帰国後の2006年、ハイチ大統領選に再び立候補したが前職のガルシア・プレヴァルに敗れ次点に終わった。夫人のミランダは2010年ハイチ大統領選に出馬し決選投票まで残ったが、ミシェル・マテリに敗れた。
2014年、首都ポルトープランスにて死亡。